# Aulonogyrus
Aulonogyrus – rodzaj wodnych chrząszczy z rodziny krętakowatych i podrodziny Gyrininae.

## Taksonomia
Rodzaj opisany został w 1853 roku przez Wiktora Moczulskiego. Gatunkiem typowym został Gyrinus strigipennis Suffrian, 1842, zszynonimizowany potem z Gyrinus concinnus Klug, 1834, czyli obecnym Aulonogyrus concinnus.

## Morfologia
Ciało w obrysie regularnie owalne, o szeroko obrzeżonych przedpleczu i pokrywach, których to obrzeżenie u gatunków europejskich jest żółto zabarwione. Wierzch ciała ciemnozielony z metalicznym połyskiem, a spód brunatny lub rdzawożółty. Cechami wyróżniającymi rodzaj są: obecność na każdej pokrywie 11 podłużnych rowków (u niektórych gatunków zanikają, szczególnie pośrodku), wyraźnie trójpłatkowata tylna krawędź przedostatniego segmentu odwłoku, oraz przednia krawędź gonocoxae odgraniczona od tylnej części, ścięta i pośrodku obrzeżona. Rowki pokryw o mikrorzeźbie siateczkowatej, a międzyrzędy z nakłuciami I i II rzędu.

## Rozprzestrzenienie
Należące tu gatunki zasiedlają Europę, Afrykę i Madagaskar. Kilka gatunków sięga na Bliski Wschód i do Indii, a pojedynczy znany jest z Australii. W Polsce występuje tylko A. concinnus.

## Systematyka
Współcześnie należy tu około 60 gatunków podzielonych na wiele podrodzajów, w tym:
- Aulonogyrus (Afrogyrus) Brinck, 1955
- Aulonogyrus s. str. Motschulsky, 1853
- Aulonogyrus (Lophogyrus) Brinck, 1955
- Aulonogyrus (Paragyrus) Brinck, 1955
- Aulonogyrus (Pterygyrus) Brinck, 1955